# Al compás del son
Al compás del son es una telenovela cubana transmitida en 2004 por el canal Cubavisión y luego por Telerebelde, original de Maité Vera y dirigida por Rolando Chiong.

## Trama
La trama de la telenovela, producida en 2005 con un total de 112 capítulos de 40 minutos, se centra principalmente en los años 1930 de la sociedad cubana del siglo XX, donde el país se encontraba hundido en una crisis política debido a la corrupción de los gobiernos de esa época. La telenovela toma como centro la historia amorosa de Aurora y Lino, un amor que lo impiden las clases sociales.Aurora, joven damita de una familia rica venida a menos, es obligada a casarse con el Senador Armenteros al quedar arruinada su familia, para mantener el estilo de vida de familia. El Senador Armenteros se casa con ella porque nunca ha tenido hijos y busca una mujer joven de su clase para que sea la madre de su primogénito, pero él no sabe que no puede procrear.Aurora queda embarazada de la relación que mantuvo con Lino, un tresero santiaguero emigrado a La Habana.
La historia se despliega en numerosas subtramas que reflejan con realismo, humor y los recursos propios del género, la vida y contradicciones de la época hasta la caída de la dictadura de Gerardo Machado. Pero ante todo es un gran homenaje a la música popular cubana en los años de surgimiento de los septetos soneros y las orquestas femeninas que hoy son leyenda de nuestra cultura nacional. Un buen guion alejado de didactismos y panfleto, excelente trabajo de actores y actrices, muchos de ellos desdoblados en cantantes, y una espléndida banda sonora con lo mejor del patrimonio musical cubano de la época y un poco más acá.

## Personajes e Intérpretes
- Yori Gómez (Aurora, una joven que pertenece a una familia adinerada en crisis).
- Vladimir Villar (Lino):Joven oriental que viene a La Habana y se gana la vida tocando son.
- Yoandra Suárez (Erlinda): La antagonista de Aurora, hace cualquier cosa por el amor de Lino.
- Rubén Breñas (Senador Armenteros):Hombre mayor de edad que se casa con Aurora.
- Tahimí Alvariño (Magnolia):Hermana de Aurora, alcohólica; está enamorada de su esposo, el cual sólo se aprovecha de ella.
- Coralia Veloz (Doña Vestalina):Madre de Aurora y Magnolia
- Fernando Echevarría (Billito):Esposo de Magnolia, manipulador, corrupto, detestable personaje vinculado a los círculos del poder.
- Bárbaro Marín (Alberto Collado): El amor imposible de Magnolia por los prejuicios de raza.
- Edith Massola (Arabella): Directora de una orquesta sonera integrada solo por mujeres. Ama también a Alberto.
- Rachel Pastor (Minita): Joven pianista que integra la orquesta de Arabella. Es la novia "oficial" de Alberto.
- María Eugenia García (Nenatía): Dueña de una pensión.
- Daisy Quintana (Fabiana): Sobrina de Nenatía, casi una solterona, ama a un joven mucho menor que ella.
- Rogelio Blaín (Rodrigo): Vinculado al negocio de los cabarets y la política.
- Ulises González (Chucho): Músico sonero, hijo oculto de Rodrigo.
- Amarylis Núñez (Chela):Secretaria y amante del senador Armenteros. Se apasiona por el periodista Arce y entra en un conflicto de intereses.
- Julio César Ramírez (Arce): Un periodista valiente y contestatario, perseguido por sus artículos en contra del machadato.
- Luis Enrique Carreres (Mingo):Músico,Amigo de Lino
- Félix Beatón (El Trovador):Músico,Amigo de Lino. Es el símbolo de los grandes soneros de la época.
- Raúl Pomares (Pelayo): Barbero, padre de Minita.
- Carlos Ever Fonseca (Enrique): Joven comprometido en las luchas antigubernamentales.
- Carlos Padrón (Blanco): Oficial de la policía política, un esbirro torturador.
- Lucía Chiong (Tina): Residente del solar, lavandera y planchadora, amante del Trovador.
- Cruz Pérez (Carlota): Dueña de un burdel. Su hijo, Chucho, no sabe la profesión de la madre.
- Kenia Ortiz (Petra): Esposa de Pelayo, madre de Minita.
- Ana Rojas (Estela): empleada de la oficina del senador.
- Miriam Martínez (Rosaura): la hermana pobre de doña Vestalina.
- Luis Lloró (El abogado)
- Frank Artola (Orlando Pontepedra): proxeneta y politiquero, amante de Rosita.
- Leoncio de la Torre (Charles): empresario dedicado al negocio de la música, antiguo amante de Arabella.
- Tamara Castellanos (María Tomasa): bailarina de son
- Alexis Bolerí (Pepe y Pedrín): chofer de Vestalina y su hermano gemelo.
- Ana Nora Calaza (Sra. de Blanco)
- Jorge Luis de Cabo (Mateo): criado del senador y Aurora
- Carlos Enrique Almirante (Emilio): primer novio de Aurora.

Presentando a:
- Edenys Sánchez (Alelí): amiga de Aurora, sirvienta de la casa.
- Zajaris Fernández (Rosita): hermana de Arabella
- Roly Chiong (Miguelito): joven enamorado de Fabiana

Actuaciones especiales:
- Asseneth Rodríguez (Regla la Mambisa)
- José Antonio Rodríguez (Abogado José Ramón Bonilla)
- Jorge Luis Espinosa (El pregonero)

NOVELA ORIGINAL DE Maité Vera

## Popularidad
Ha sido una de las telenovelas cubanas con mayor teleaudiencia del país,comparándose con telenovelas como Tierra Brava y La cara oculta de la luna.